# ألبوخارا دي لا سييرا
بلدية البُشارات في السِّيِيرا (بالإسبانية: Alpujarra de la Sierra) (نقحرة: ألبوخارا دي لا سييرا) هي بلدية تقع في مقاطعة غرناطة التابعة لمنطقة أندلوسيا جنوب إسبانيا.

## الديموغرافيا
بلغ عدد سكان بلدية أالبشارات 1.141 نسمة عام 2011 (وفقاً للمعهد الوطني الإسباني للإحصاء).
| 1.219 | 1.221 | 1.164 | 1.174 | 1.168 | 1.153 | 1.141 |

## أعلام
- محمد بن عبو